# McLean megye (Kentucky)
McLean megye az Amerikai Egyesült Államokban, azon belül Kentucky államban található. Megyeszékhelye Calhoun, legnagyobb városa Livermore. Lakosainak száma 9152 fő (2020. április 1.). McLean megye Daviess, Henderson, Ohio, Muhlenberg, Hopkins és Webster megyékkel határos.

## Népesség
A megye népességének változása:
| Lakosok száma | 9518 | 9524 | 9516 | 9496 | 9512 | 9152 |
|               | 2010 | 2011 | 2012 | 2013 | 2015 | 2020 |